# KRT 6000
La voiture KRT 6000 est une voiture ferroviaire japonaise.

## Fabrication
Les voitures sont produites par Niigata Transys et Nippon Sharyo.